# Notus Finanse
NOTUS Finanse Spółka Akcyjna (do 2017 roku Dom Kredytowy NOTUS Spółka Akcyjna) – pośrednik finansowy z siedzibą w Warszawie, działający od marca 2004 roku (jako spółka akcyjna od lutego 2009 roku). Pośredniczy w dystrybucji kredytów hipotecznych, kredytów konsumenckich, ubezpieczeń oraz produktów firmowych.

## Historia
Poprzednia nazwa to Dom Kredytowy NOTUS, wynikająca ze specjalizacji w sprzedaży kredytów hipotecznych. Wraz z przejęciem przez Nationale-Nederlanden 5 lipca 2016 firma  rozszerzyła działalność o produkty ubezpieczeniowe. Po wejściu w życie ustawy z dnia 23 marca 2017 r. o kredycie hipotecznym oraz o nadzorze nad pośrednikami kredytu hipotecznego i agentami (Dz.U. z 2025 r. poz. 720), firma nie mogła świadczyć usług jako doradca, tylko pośrednik. 17 sierpnia 2017 nastąpił rebranding i zmiana nazwy z „Dom Kredytowy NOTUS Spółka Akcyjna” na „NOTUS Finanse Spółka Akcyjna”.
Wg danych Związku Firm Doradztwa Finansowego za I-III kw. 2009 roku Dom Kredytowy NOTUS zajmował trzecie miejsce wśród firm doradztwa finansowego w Polsce oferujących kredyty hipoteczne (wyprzedzały go Open Finance i Expander), z udziałem 9,6% na rynku.

## Władze spółki
Zarząd:
- Adrian Jarosz – Prezes Zarządu
- Justyna Dymek – Członek Zarządu
- Dariusz Lewandowski – Członek Zarządu

Rada nadzorcza:
- Jacek Koronkiewicz – Przewodniczący Rady Nadzorczej
- Paweł Kacprzyk – Wiceprzewodniczący Rady Nadzorczej
- Andrzej Miron – Członek Rady Nadzorczej
- Edyta Fundowicz – Członek Rady Nadzorczej